# Sum 41
Sum 41 (англ. вимова: [sʌm ˈfɔrti wʌn]) — канадський поп-панк-гурт з міста Аджакс, Онтаріо. Гурт утворено з учасників місцевих шкільних гуртів у сорок перший день літа 1996 року. До гурту входять: Деррік Віблі (a.k.a. Bizzy D) (основний вокал, гітара, клавішні/фортепіано), Джейсон МакКеслін (a.k.a. Cone) (бас-гітара та бек-вокал), Том Такер (a.k.a. Brown Tom) (гітара, клавіші, бек-вокал) та Френк Зуммо (ударні, перкусія). З часу підписання контракту з Island Records у 1999 році гурт випустив 6 студійних альбомів, 4 мініальбоми та 22 сингли. Музика гурту є поєднанням панку, металу, хард-року та хіп-хопу «старої школи».

## Історія

### Ранні роки таHalf Hour of Power(1996—2000)

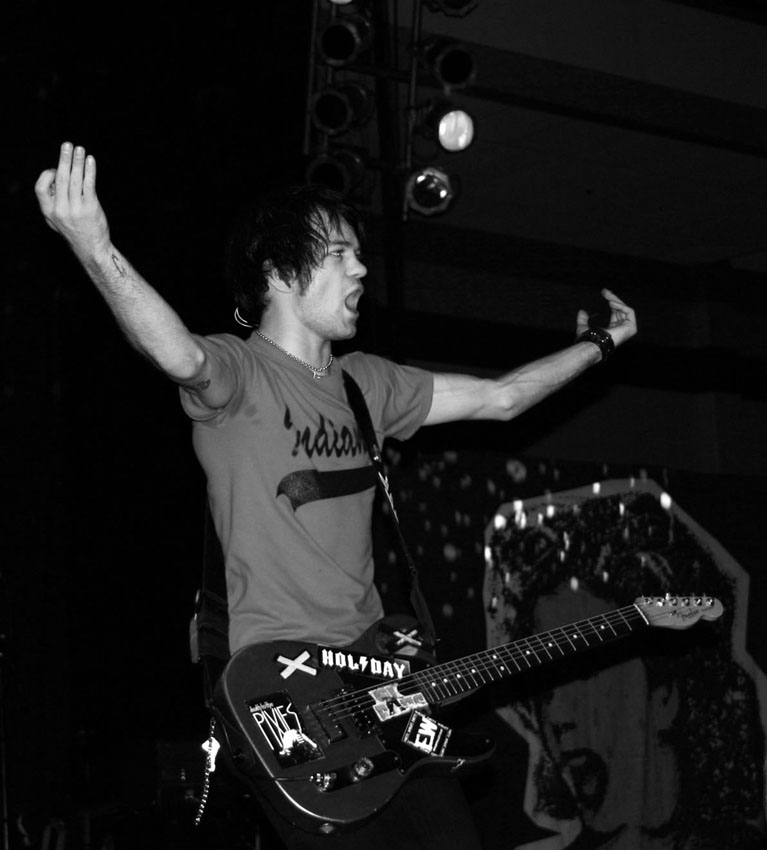
Деррік Віблі

Учасники Sum 41 розпочинали у конкуруючих шкільних гуртах. Вони жартують, що зустрілися після відвідин концерту гурту Hole протягом 41 літнього дня (ось звідки було взято назву гурту) 1996 року. Однак, їхній теперішній басист, Cone, приєднався до гурту пізніше, у 1999, змінивши Марка Спіколака (Marc Spicoluc), який потім грав на бас-гітарі з Авріл Лавінь, колишньою дружиною Дерріка.
Хлопці завжди мали при собі відеокамеру і знімали власні навіжені витівки в Jackass-стилі, наприклад, пограбування піцерії з водяними пістолетами чи танець до пісні «Makes No Difference» перед театром (все це можна знайти як на «Introduction to Destruction», так і на деяких версіях бонусних DVD із «Does This Look Infected?»).
Гурт подав цей доробок відео разом з своїми демо-записами на розгляд кількох звукозаписувальних студій. Island Records якраз розшукували новий поп-панк-гурт, щось на зразок blink-182, тому й уклали контракт з Sum 41. Сталося це на початку 2000 року.
Sum 41 випустили їхній перший мініальбом Half Hour of Power 27 червня 2000 року. Першим виданим гуртом синглом був «Makes No Difference», на який було створено два різні кліпи. Першим були зліплені докупи їхні відео, надіслані колись до звукозаписувальних студій, а другим був виступ гурту на домашній вечірці.

### Мейнстрімовий успіх:All Killer No FillerтаDoes This Look Infected?(2000—2003)

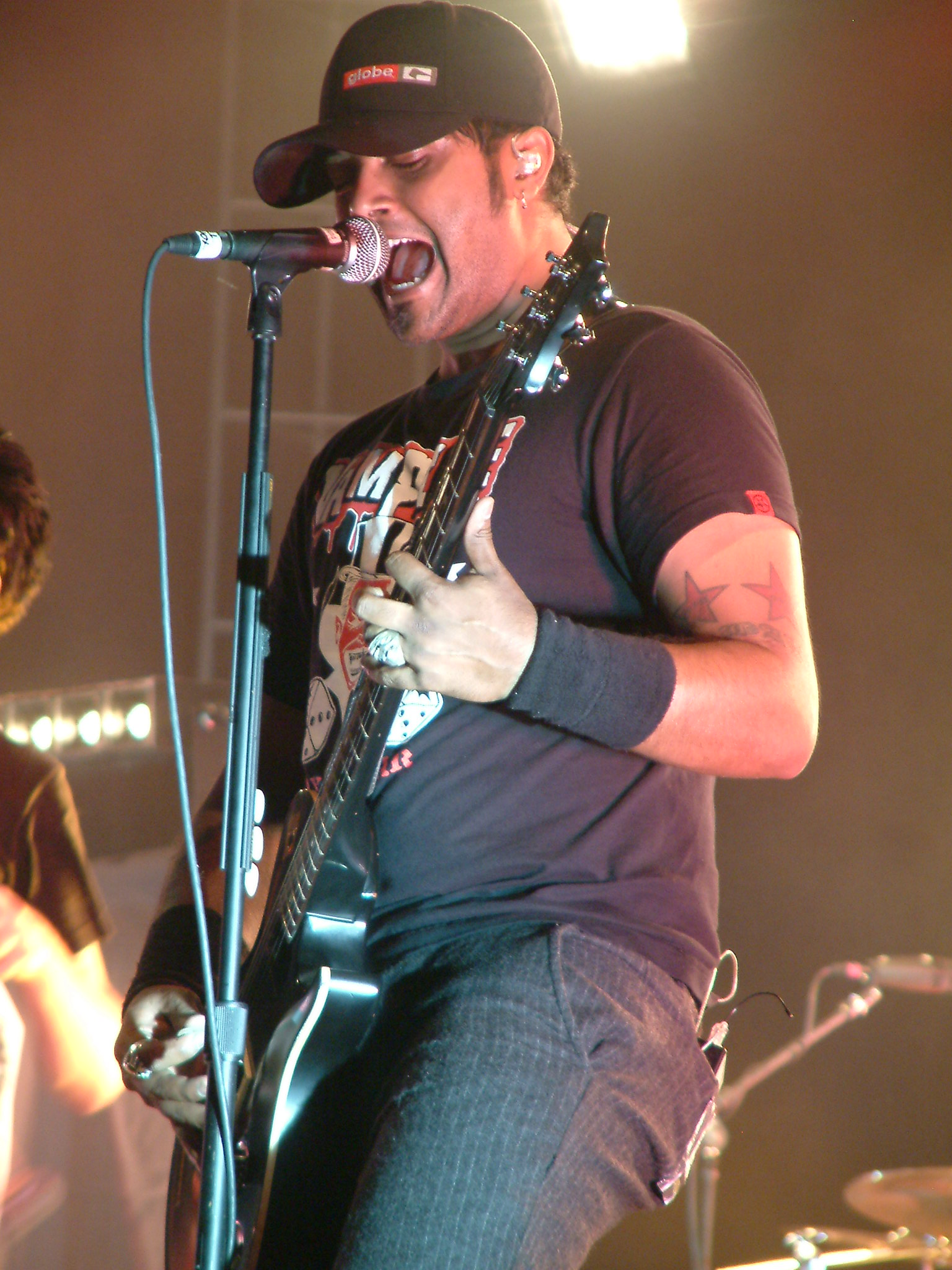
Дейв Бекш 7 червня 2003 року на Bluesfest в Оттаві

Другий диск Sum 41 та перший повний альбом, All Killer No Filler, вийшов 8 травня 2001 року. Першим синглом з нього став «Fat Lip», що за літо став великим хітом, протримавшись навіть один тиждень найкращою рок-композицією в США. Виступи на Warped Tour протягом року додатково збільшили популярність гурту.
Вийшло ще два хітових сингли, «In Too Deep», на який зняли кумедне відео про змагання в пірнанні між учасниками гурту, і «Motivation», простенький кліп, у якому гурт грав у гаражі. Гурт їздив у різноманітні турне понад рік, час від часу повертаючись до студії для запису нового диску.
26 листопада 2002 року Sum 41 випустили їхній другий повний альбом Does This Look Infected?. Вони лиш трохи змінили свій стиль, додавши трохи важкості, однак зберігши «фірмові» плавні гітарні рифи. Першим синглом став «Still Waiting». У кліпі вони під назвою «The Sums» висміяли «new-garage» ретро-рок та спародіювали один з кліпів The Strokes.
Гурт поєднав випуск «Still Waiting» з «The Hell Song». У цьому відео було використано ляльки, як з власними фото, так і з зображеннями інших, наприклад, Оззі Озборна та Ісуса Христа. Наступний сингл, «Over My Head (Better Off Dead)», мав відео, яке було доступне лише в Канаді та на їхньому вебсайті. Його особливістю були вставки з аматорських кадрів. Дане відео було також на їхньому концертному DVD Sake Bombs and Happy Endings (2004) як бонус.
Після тривалого туру в підтримку альбому Іґґі Поп запросив Sum 41 для участі в запису свого нового альбому, Skull Ring. Разом вони створили перший сингл з цього альбому, «Little Know It All», і приєдналися до Іґґі на Late Show with David Letterman для розкрутки пісні.

### Chuck(2004—2006)

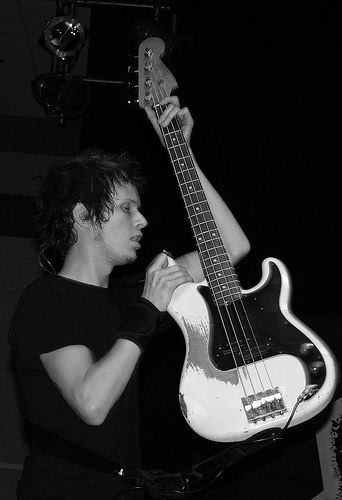
Джейсон МакКеслін

На початку 2004 року гурт зробив свій вклад до альбому Rock Against Bush, записавши пісню «Moron», що була також бонус-треком на японській версії Chuck. Наприкінці травня 2004 року гурт відвідав Демократичну Республіку Конго разом з War Child Canada, канадською доброчинною організацією, щоб дістати матеріали про громадянську війну в країні. Через кілька днів після прибуття біля готелю в місті Букаву, де зупинились хлопці, почався бій. Гурт вже було попрощався з життям, та цього не сталося. Миротворець ООН Чак Пеллетьє (теж канадець) викликав озброєну вантажну колону, щоб вивезти по неволі ув'язнених в готелі із зони обстрілу. Після більш ніж 5 годин поїздки гурт та ще 40 громадян нарешті були в безпеці. Гурт назвав свій наступний альбом Chuck на честь Чака Пеллетьє у подяку за спасіння. Зібрані матеріали лягли в основу тридцяти-хвилинного фільму, названого Rocked: Sum 41 in Congo, що транслювався на MTV 21 вересня 2005 року. War Child випустили його на DVD on 29 листопада 2005 року у США та Канаді.
Альбом Sum 41 Chuck було видано 12 жовтня 2004 року. Першим синглом (і водночас єдиною композицією, написаною після інциденту в Конго) став «We're All to Blame». Після нього були «Pieces» та «Some Say». «No Reason» теж мала бути синглом, та натомість все ж вийшла «Some Say».
У турне в підтримку Chuck Sum 41 показували перед своїми виступами відеоролики, які вважалися «не для дітей». Щодо цього виникло багато суперечок. В одному з таких відео, Basketball Butcher, що також включалося до деяких версій Chuck, Стів і Джейсон грають в баскетбол і Джейсон сильно б'є Стіва. Потім Стів вбиває Джейсона, розчленовує його тіло та готує з нього страву. У іншому відео, 1-800-Justice, Джейсон та Стів є братами-наркоділками, а Дейв з Дерріком грають поліцейських під прикриттям. Стів застрелює Дерріка, а Джейсон б'є ножем Дейва, і вони тікають.
Sum 41 випускають їхній новий концертний CD, що називається Happy Live Surprise. Він включає 22 пісні, записані наживо в Лондоні, Онтаріо. Happy Live Surprise вийшов 21 грудня 2005 року в Японії і мав бонусний DVD з п'ятьма додатковими живими виступами («The Hell Song», «Fat Lip», «No Brains», «Still Waiting» та «We're All to Blame») і вже відомий ролик «Basketball Butcher». Альбом продавався із наклейкою-логотипом SUM 41 та пропуском за лаштунки сцени. Гурт випустив такий же диск під назвою Go Chuck Yourself 7 березня 2006 року в Канаді. Однак Go Chuck Yourself був лише на CD.
Протягом туру Go Chuck Yourself Sum 41 приєдналися до Mötley Crüe у їхньому турне Carnival of Sins та відкривали всі шоу.
Після їхнього шоу 11 вересня 2005 року у місті Квебек гурт вирішив зробити перерву. Лише 17 квітня 2006 року Sum 41 зіграли разом з Іггі Попом пісню «Little Know It All» з альбому «Lust 4 Life» на присвяченому йому концерті.

### Underclass Hero,All the Good Shitта вихід Дейва Бекша з гурту (2006—2008)

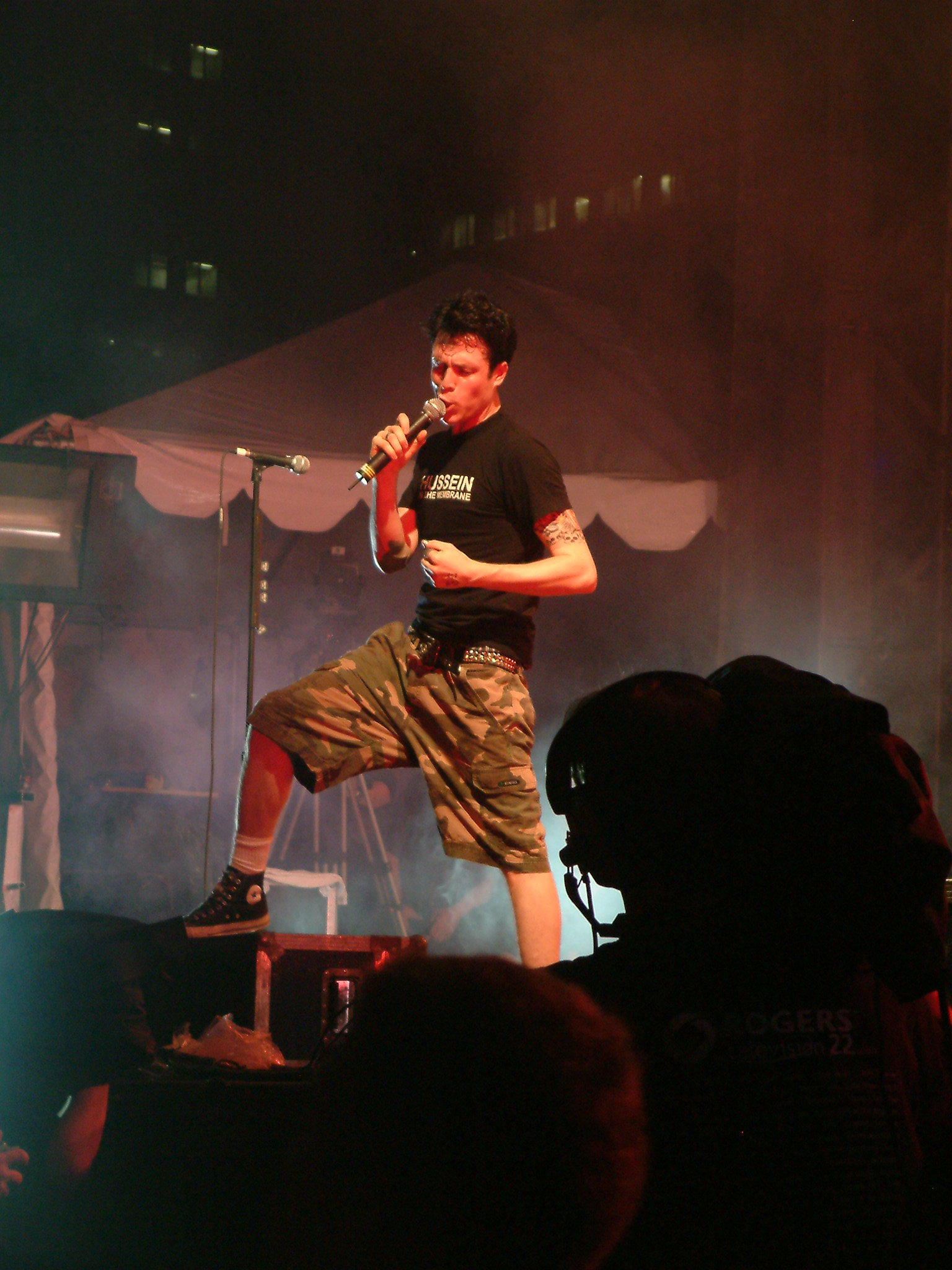
Stevo32 виконує пісню «Pain for Pleasure»

10 травня 2006 року Дейв Бекш оголосив через свого менеджера, що залишає Sum 41, щоб працювати зі своїм новим гуртом, Brown Brigade. Вихід Бекша з гурту пояснюється розбіжностями у поглядах на творчість, а також його бажанням грати музику, ближчу до класичного металу.
Наступного дня, Деррік сказав, що гурт не збирається робити заміну Дейвові, за винятком живих виступів, однак того гітариста не буде ні у кліпах, ні на фотосесіях, і в нього до того ж не буде права голосу у гурті.
Запис четвертого студійного альбому, Underclass Hero, розпочався 8 листопада 2006 і закінчилося 14 березня 2007. Він дебютував на сьомій позиції в Billboard 200 та першій в Billboard Rock Albums chart. Також альбом отримав перше місце в Canadian Albums Chart та в Alternative Albums chart. Разом з альбомом вийшов кліп на пісню «Underclass Hero».
17 квітня 2007 року, гурт видав пісню «March of the Dogs» в iTunes. Віблі погрожували депортацією тому, що в пісні він метафорично вбив Джорджа Буша. Ще два сингли вийшли з цього альбому «Walking Disaster» та «With Me». Альбом Underclass Hero став платиновим у Канаді.

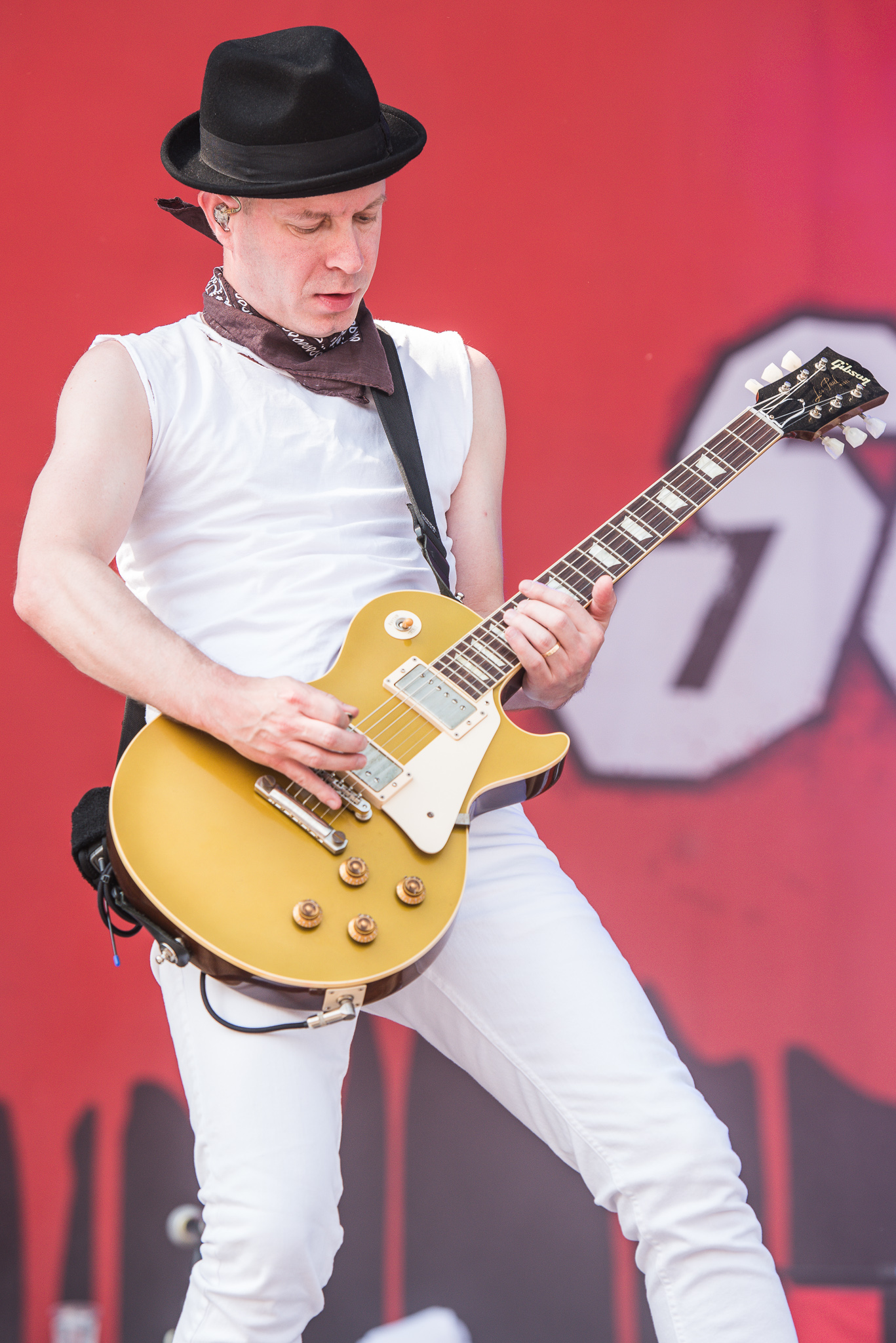
Том Такер під час концерту, 2017 рік

У жовтні 2007 року гурт розпочав тур по Канаді, Strength In Numbers Tour, разом з канадським гуртом Finger Eleven, Die Mannequin був розігрівальним гуртом на кожному виступі. Деррік Віблі отримав травму на концерті, і тур довелось скасувати. Після того, як Дерік відновився після травми, у березні 2008 року, гурт відновив тур в підтримку Underclass Hero.
7 серпня 2008 року, МакКаслін оголосив, що гурт вирішив відпочити від гастролей. Згодом, вони розпочнуть роботу над новим студійним альбомом. МакКаслін працював над другим альбомом його проєкту The Operation M.D., Джокс гастролював як барабанщик для The Vandals, Віблі гастролював з його дружиною Авріл Лавін.
26 листопада 2008 року Sum 41 випустили альбом найкращих хітів All the Good Shit/8 Years of Blood, Sake and Tears. Альбом містить раніше не видану пісню, «Always», та DVD, на якому усі відео гурту. 17 березня вийшов альбом All the Good Shit/8 Years of Blood, Sake and Tears.

### Screaming Bloody Murder(2009—2012)

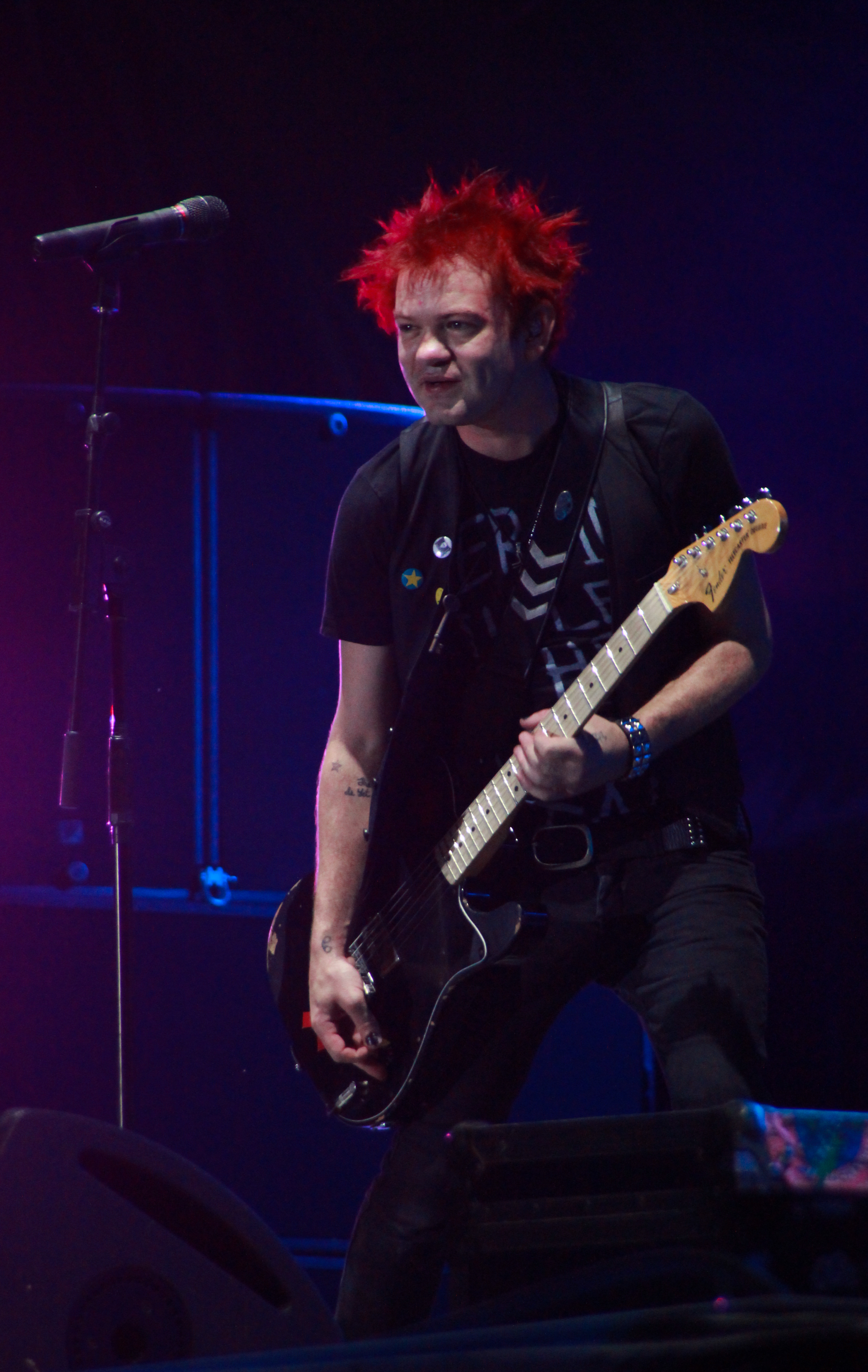
Деррік Віблі в 2012 році

Стів Джокс підтвердив, що новий гітарист Том Такер візьме участь у написанні і записі нового альбому. 5 листопада 2009, Дерік написав на офіційній сторінці в MySpace, оголосивши, що Гілл Нортон буде продюсером нового альбому, також він повідомив, що 20 пісень вже написані для альбому. В інтерв'ю Том Такер назвав деякі робочі назви для пісень для нового альбому, у тому числі «Panic Attack», «Jessica Kill» та «Like Everyone Else». Підготовка виробництва нового альбому зайняла 13 днів у грудні 2009 року, гурт офіційно ввійшов у Perfect Sound Studios, щоб почати запис альбому, 26 січня 2010 року. Вихід нового студійного альбому під назвою Screaming Bloody Murder, очікувався наприкінці 2010 року, проте знову був відкладений до початку 2011 року. Гурт закінчив запис 24 червня 2010 року, незадовго до вступу в 2010 Warped Tour, і поки вони були в турі, новий альбом перейшов на етап пост-продакшин. Нова пісня під назвою «Skumfuk» була викладена в інтернет 6 липня 2010 року. Нова пісня не є синглом нового альбому, і видана з метою входу у збірку Warped Tour Compilation Album. В інтерв'ю Canoe.ca, Стів Джокс заявив, що продюсер Гілл Нортон був найнятий, щоб спроєктувати новий альбом, решту роботи Sum 41 зробили самостійно.
8 січня 2011 року, було оголошено, що гурт випустить радіо-сингл «Screaming Bloody Murder» 7 лютого 2011 року в США. Світова прем'єра пісні відбулася 14 січня 2011 року на Віндзорській радіостанції 89X. Universal Japan підтвердив на офіційному японському сайті Sum 41, що Screaming Bloody Murder вийде у Японії 23 березня 2011 року, після чого на офіційному сайті гурту з'явилась інформація, що альбом вийде 29 березня 2011, в США, через цунамі і землетруси в Японії. 28 лютого 2011 року, ще одна нова пісня альбому «Blood In My Eyes» вийшла для вільного прослуховування на Alternative Press. 14 червня 2011, було оголошено, що пісня «Baby, You Don't Wanna Know» вийде як другий сингл з альбому. 28 червня 2011, було підтверджено, що гурт зняв кліп на пісню під перерви між концертами в Німеччині. У липні 2011 року Метт Віблі підтвердив, що кліп на перший сингл «Screaming Bloody Murder» не вийде через труднощі з лейблом, але кліп на пісню «Baby, You Don't Wanna Know» вийде найближчим часом.
У травні 2011 року під час японського турне присвяченого 10-річчю гурту, було представлено кілька нових пісень з Screaming Bloody Murder, в тому числі «Reason to Believe», «Blood in My Eyes», «Sick of Everyone» та «Back Where I Belong». Також в цьому турне, кузен Деріка, Метт Віблі, який слугував помічником гурту, а також проводив відео-зйомку, приєднався до гурту як неофіційний член гурту, граючи на клавішних. Пізніше він продовжив грати на клавішних під час європейського туру гурту в червні-липні 2011 року.
9 серпня 2011 року Sum 41 випустили концертний альбом Live at the House of Blues, Cleveland 9.15.07- «живий» запис шоу, яке відбулося 15 вересня 2007 року в Клівленді.
13 серпня 2011, коли гурт здійснював поїздку по США в рамках Vans Warped Tour, після 3 шоу, Дерік знову пошкодив спину, в результаті усі виступи в США та в Канаді були скасовані. В інтерв'ю з Cone на фестивалі Oppikoppi, Cone сказав «Можна з упевненістю сказати, що Sum 41 не матиме нового альбому протягом принаймні найближчих двох років». 30 листопада 2011 року Sum 41 був номінований на Grammy Award for Best Hard Rock/Metal Performance пісні «Blood In My Eyes», проте 12 лютого 2012 року Foo Fighters перемогли.
24 лютого 2012 року, було оголошено в Твіттері, що на цьому тижні гурт буде знімати кліп на пісню «Blood in My Eyes», третій сингл альбому, з режисером Майклом Максісом в Лос-Анджелесі. Знімання кліпу відбулося 29 лютого 2012 року, в пустелі у районі Лос-Анджелес. 19 березня 2012, було оголошено в Твіттері, що відео вийде незабаром. Реліз відео відбувся 10 вересня.
У вересні було оголошено, що гурт планує провести турне на честь святкування десяти років альбому Does This Look Infected?, який вийшов в 2002 році. Тур проходитиме в Північній Америці і буде охоплювати період з листопада до грудня.

### Джокс покидає гурт, Френк Зуммо новий ударник (2013—2014)

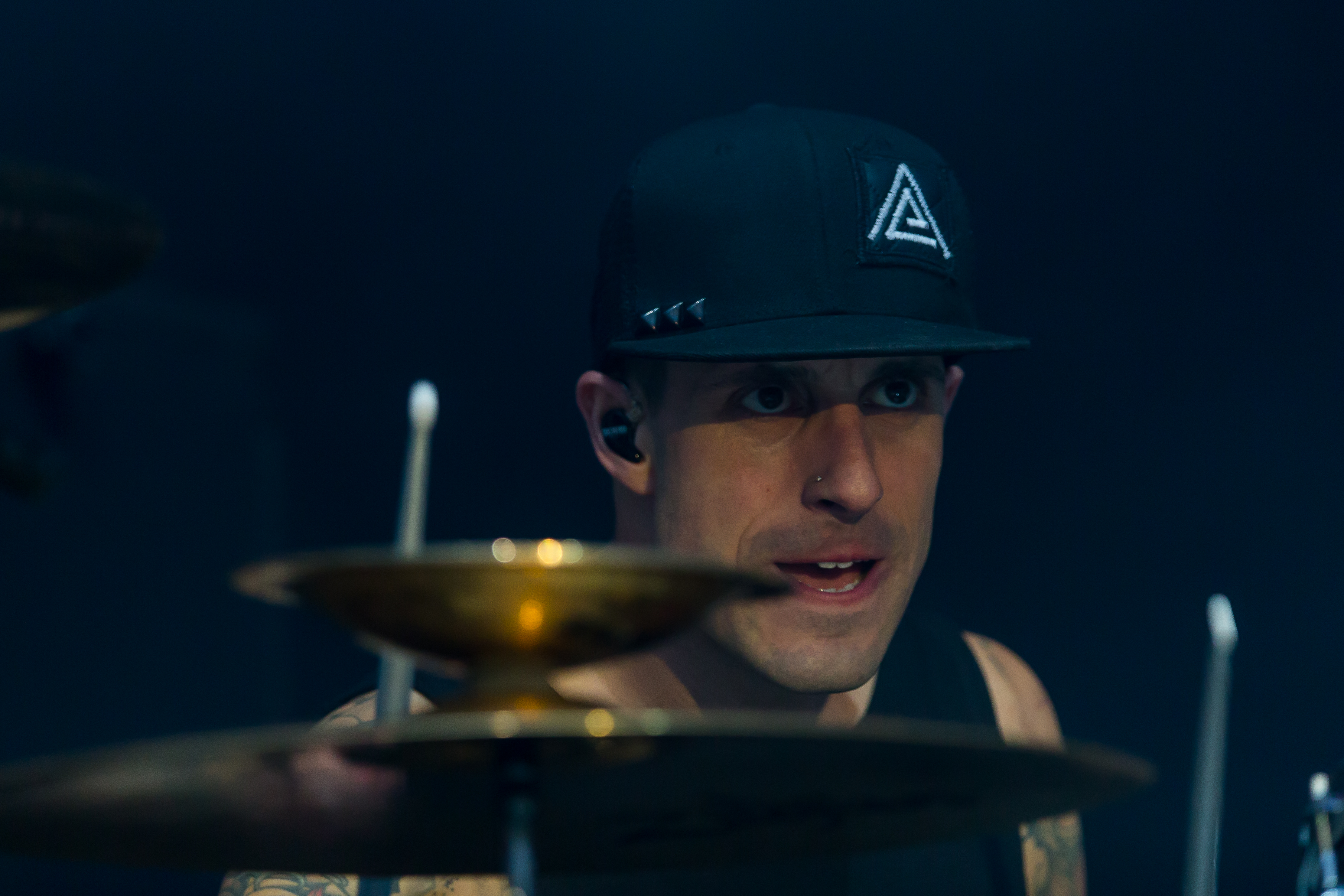
Френк Зуммо під час виступу на «Rocco del Schlacko», 2016

26 листопада 2012 року гурт повідомив, що вони планують зробити перерву від гастролей десь у 2013 році, щоб розпочати роботу над новим альбомом.
18 квітня 2013, ударник Стів Джокс повідомив, що покидає гурт на своїй офіційній сторінці в Facebook. Його замінив Френк Зуммо у 2015 році. Френк раніше був ударником у таких гуртах як Thenewno2, TheStart, Julien-K, Dead By Sunrise, Krewella, S.D.C. 2009 року виступав на декількох концертах як ударник у гурті Mötley Crüe.
16 травня 2014, Дерік Віблі повідомив на власному вебсайті, що в нього були проблеми з здоров'ям через надмірне вживання алкоголю. Також він повідомив, що має кілька ідей для нових композицій та найближчим часом гурт розпочне роботу над новим альбомом.

### Шостий студійний альбом«13 Voices», повернення Дейва (2015—2018)
19 березня 2015, на офіційній сторінці гурту у Facebook, було розміщено коротке відео, з зображенням динаміка, що відтворює короткий уривок з нової пісні, натякаючи що нові композиції гурту вже на завершальній стадії.
9 липня 2015, гурту розпочав кампанію на сайті PledgeMusic в підтримку їх нового альбому.
23 липня 2015 року, гурт виступив на Alternate Press Awards, з Дейвом «Brownsound» Бекшем як ведучим гітаристом, який приєднався до них на сцені після 9 років як він залишив гурт. 14 серпня 2015 року, Sum 41 оголосили через інтернет-видання Alternative Press, що Дейв офіційно повернувся до гурту, та з'явиться у новому альбомі. 26 грудня 2015, Sum 41 розмітили тізер двох нових композицій на своїй сторінці в Instagram. 1 січня 2016, Дерік Віблі повідомив через свою сторінку у Facebook, що альбом майже готовий.

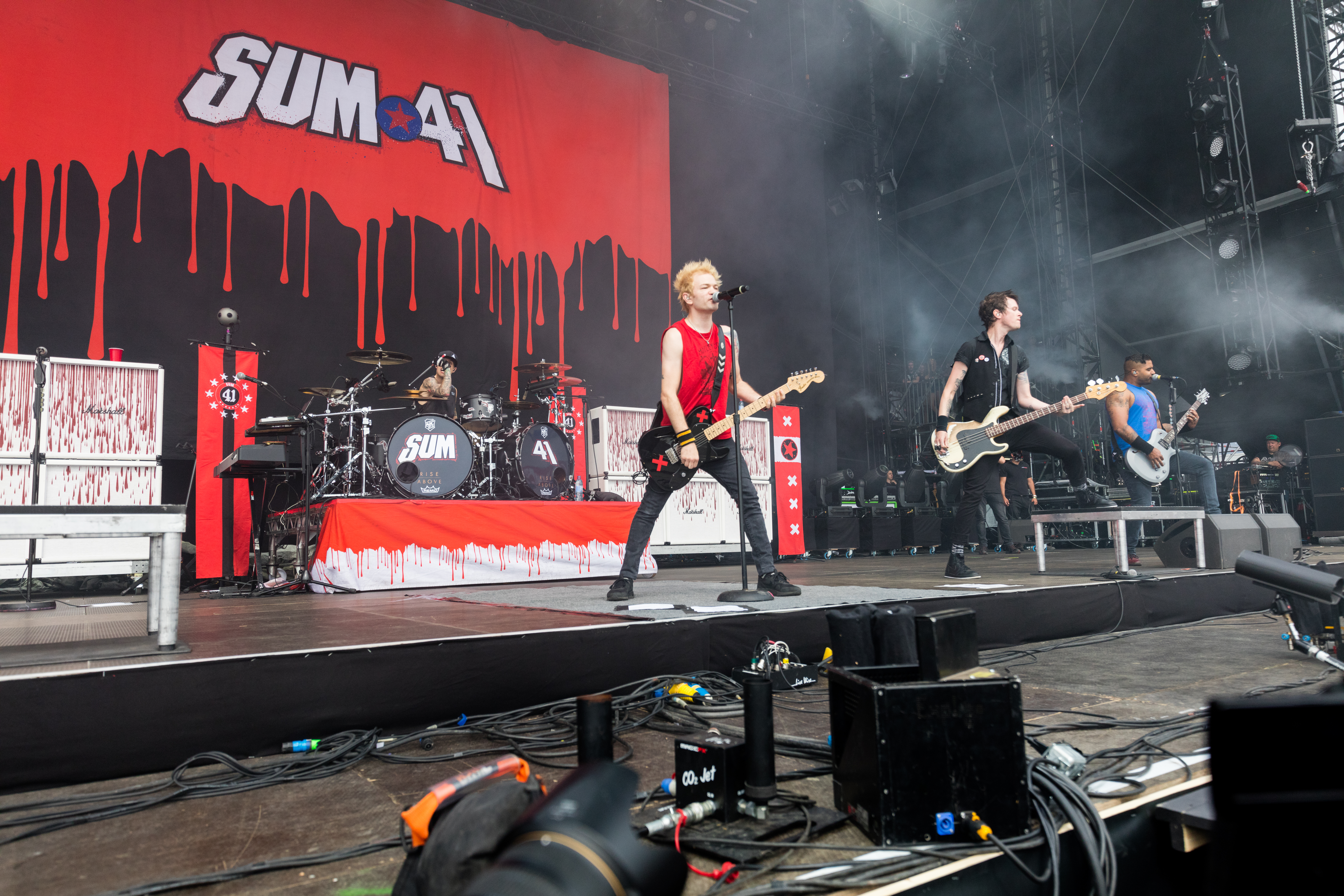
Sum 41 на Rock am Ring 2017, Німеччина

Гурт бере участь у фестивалі 2016 Warped Tour. 11 травня 2016 року, гурт повідомив про підписання контракту з лейблом Hopeless Records. 1 червня 2016 року, гурт оголосив, що новий альбом вийде восени 2016. 6 червня 2016 було оголошено, що новий альбом матимемо назву 13 Voices та вийде 7 жовтня 2016 року. Перша композиція з альбому, «Fake My Own Death», була видана 28 червня 2016 через офіційний Youtube канал лейблу Hopeless Records, разом з кліпом на дану композицію. Також композиція була виконана на The Late Show with Stephen Colbert 3 жовтня 2016 року. Перший офіційний сингл, «War», видано 25 серпня 2016 року. Згодом 28 вересня 2016 року, в інтернет викладено композицію «God Save Us All (Death to Pop)» до офіційного релізу (разом з кліпом) 29 вересня 2016 року.
7 жовтня альбом «13 Voices» офіційно вийшов. До альбому увійшли 10 композицій та ще 4 бонусні в делюкс версії альбому. Гурт запросив фанатів для запису музичного відео на пісню «Goddamn I'm Dead Again» яка була видана 3 травня 2017 року.
22 жовтня 2017, гурт через свою сторінку у Facebook повідомив, що Дерік Віблі розпочав написання нових пісень.

### АльбомOrder In Decline(2019—2021)
24 квітня, гурт видав сингл, «Out For Blood» через лейбл Hopeless Records. Цього ж дня, було анонсовано вихід їх сьомого альбому, Order In Decline, який видано 19 липня. Другий сингл з альбому, «A Death in the Family» видано онлайн 10 червня 2019, ще до офіційного релізу видано музичне відео цього синглу. 18 червня 2019, «Never There» була видана як третій сингл з альбому, разом з музичним відео. 8 липня 2019, гурт видав «45 (A Matter of Time)», як четвертий сингл з альбому, також з музичним відео.
У вересні 2019 року гурт розпочав тур по Північній Америці під назвою «Order in Decline Tour».Окрім підтримки Order in Decline, тур також був здійснений на підтримку 15-ї річниці їх студійного альбому Chuck. З листопада до грудня 2019 року гурт вирушив у тур спільно з The Offspring. 28 травня 2021 року гурт випустив версію «Catching Fire» за участю Nothing,Nowhere разом із музичним відео.

### АльбомHeaven :x: Hell(2022—дотепер)
22 лютого 2022 року гурт оголосив про тур по США з Simple Plan під назвою «Blame Canada», який триватиме з квітня по серпень 2022 року.
23 березня 2022 року гурт оголосив про свій восьмий студійний альбом Heaven :x: Hell, який має стати подвійним альбомом. Heaven повернеться до поп-панк-звучання ранньої кар'єри, а Hell є продовженням сучасного хеві-метал звучання.
8 травня 2023 року гурт оголосив про розпуск після виходу альбому Heaven :x: Hell та завершення запланованого туру.
19 вересня 2023 року було оголошено, що Дерик Віблі був госпіталізований через COVID-19, і пневмонію, яка призвела до серцевої недостатності. Наступного дня було оголошено, що він добре реагує на лікування і був виписаний з лікарні. Попри виписку з лікарні, Віблі заявив, що він «ще не вийшов очухався», але «залишається позитивно налаштованим». 24 вересня гурт запустив сайт Laylo, натякнувши шанувальникам, що «Щось наближається…».
Перший сингл альбому «Landmines» вийшов 27 вересня 2023 року разом з музичним відео. Пісня є поверненням до поп-панкового звучання ранньої кар'єри гурту, тобто вона стане частиною сторони Heaven на майбутньому альбомі. Гурт також оголосив про підписання контракту з лейблом Rise Records.
Другий сингл, «Rise Up», вийшов 12 грудня 2023 року разом із відеокліпом. Пісня виконана у стилі нещодавнього важкого металу гурту, а отже, увійде до сторони «Hell» майбутнього альбому. Реліз альбому заплановано на 29 березня 2024 року.

## Інші проєкти учасників гурту
Sum 41 співпрацювала з такими виконавцями як Tenacious D, Ludacris, Іґґі Поп, Pennywise, Bowling for Soup, Unwritten Law, Treble Charger, Nelly, Gob, Томмі Лі, Metallica та Ja Rule. Також були спільні тури з Bowling for Soup, Good Charlotte, Yellowcard.
Після закінчення туру в підтримку альбому Does This Look Infected? Іґґі Поп запропонував гурту взяти участь в роботі над його новим альбомом Skull Ring. Дерік допоміг написати перший сингл «Little Know It All», та на шоу Девіда Леттермана (англ. Late Show with David Letterman) Іґґі разом з Sum 41 виконали її. Пізніше Іґґі сказав, що вибрав Sum 41, тому що «вони хлопці з яйцями».
6 травня 2003 року Sum 41 виступили на відкритті програми MTV Icon, присвяченій гурту Metallica, та виконали їх пісню «Master of Puppets». На початку 2004 року пісня гурту «Moron» з'явилась в панк-збірці Rock Against Bush, Vol. 1 (пізніше ця пісня увійшла в японську версію альбому Chuck), також в збірці були пісні таких гуртів: Anti-Flag, Against Me!, The Offspring, The Ataris, Rise Against, Ministry, NoFX та ін.
В 2006 році Sum 41 взяли участь у записі альбому, присвяченого Джону Ленону з кавер-версіями його пісень. Також в записі брали участь Авріл Лавін, Black Eyed Peas, Deftones та Duran Duran.
У 2007 році вийшов документальний фільм «Панки не мертві / Punks not Dead», в якому розповідається про панк-сцену, починаючи з 1976 року. У фільмі, крім Sum 41, взяли участь гурти NoFX, Bad Religion, Anti-Flag, The Ataris, Tsunami Bomb.
Під час перерви між турами Дерік зосередився на продюсуванні двох пісень для альбому Авріл Лавін The Best Damn Thing, в записі якого взяв участь Стів. Коун разом з Тодом Морсом з H2O організували гурт The Operation M.D. і випустили дебютний альбом We Have an Emergency на початку 2007 року. Перший кліп гурту на пісню «Sayonara» режисував Стів. Коун співав лише в трьох піснях альбому, решту пісень виконував Морс. Пізніше вийшов другий кліп на пісню «Someone Like You», цю пісню виконував Коун, режисером знову був Стів.
В 2008 році Sum 41 разом з такими панк-рок-гуртами, як Pennywise, The Vandals, Bowling for Soup відіграли декілька концертів в турі по Австралії.

## Стиль музики
Вплив на ранню музику Sum 41 мали Beastie Boys, що особливо помітно в альбомі «All Killer No Filler», суміш панку та репу добре прослуховується в піснях «Fat Lip» та «What We're All About». Більш пізня музика (альбом Does This Look Infected?) мала важче звучання, як стверджували самі музиканти, на них вплинули The Offspring та Iron Maiden. В пісні «Fat Lip» рядок «Maiden and Priest were the gods that we praised» якраз відноситься до Iron Maiden та Judas Priest. Стиль альбому Chuck став ближчим до металу в дусі Metallica. Пізніше Sum 41 говорили про вплив таких гуртів як The Beatles та Oasis. Хоча самі Oasis завжди говорили, що ненавидять Sum 41. Попри це, в 2007 році під час програми «Pepsi Smash» Дерік Віблі виконав пісню гурту Oasis «Morning Glory».
Ранній музичний стиль гурту часто порівнюють з Blink-182 та Green Day. Sum 41 також великі шанувальники Air Supply та Rolling Stones, на Sessions@AOL в 2008 році серед пісень Sum 41 Дерік виконав пісню Rolling Stones «Mother's Little Helper». Пізня музика Sum 41 є предметом суперечок через складну комбінацію різних стилів та зрілішого, серйозного і важкого звучання. Стиль гурту визначають як поп-панк, панк-рок, альтернативний рок та альтернативний метал. Пісні «Fat Lip», «Over My Head (Better Off Dead)», «Still Waiting», «Thanks For Nothing», «No Reason», «We're All to Blame», «Moron», та «March of the Dogs» відомі своїми політизованими текстами. Пісня «Moron» потрапила в панк-збірку Rock Against Bush, Vol. 1, головною темою якої була критика як особисто президента Буша так і політики США в цілому. А пісня «March of the Dogs» викликала суперечки про тоді ще не виданий альбом Underclass Hero, Sum 41 стали порівнювати з Green Day через політичну направленість пісні.

## Концерти в Україні
- Концерт «Sum 41», в підтримку альбому Screaming Bloody Murder, відбувся у Києві в концертному клубі Stereo Plaza 5 липня 2011 року. Гурт, окрім своїх пісень, виконав також декілька каверів на пісні Iron Maiden, Metallica та The White Stripes. Розігрівальним гуртом був O.Torvald[91].

## Нагороди та номінації
| Рік  | Номіновано                 | Нагорода                                                          | Результат |
| ---- | -------------------------- | ----------------------------------------------------------------- | --------- |
| 2001 | «Sum 41»                   | Juno Award — Best New Group                                       | Номінація |
| 2001 | «Makes No Difference»      | MuchMusic Video Award — People's Choice: Favorite Canadian Group  | Перемога  |
| 2001 | «Fat Lip»                  | MTV Video Music Award — Best New Artist in a Video                | Номінація |
| 2002 | «Sum 41»                   | Juno Award — Best Group                                           | Номінація |
| 2002 | «All Killer No Filler»     | Juno Award — Best Album                                           | Номінація |
| 2002 | «In Too Deep»              | MuchMusic Video Award — MuchLoud Best Rock Video                  | Перемога  |
| 2003 | «Sum 41»                   | Juno Award — Group Of The Year                                    | Перемога  |
| 2003 | «Sum 41»                   | Kerrang! Award — Best Live Act                                    | Номінація |
| 2004 | «Sum 41»                   | Canadian Independent Music Awards — Favorite Rock Artist/Group    | Номінація |
| 2004 | «Still Waiting»            | Canadian Independent Music Awards — Favorite Single               | Номінація |
| 2004 | «Does This Look Infected?» | Juno Award — Rock Album of the Year                               | Номінація |
| 2004 | «Sum 41»                   | Woodie Award — The Good Woodie (Greatest Social Impact)           | Перемога  |
| 2005 | «Chuck»                    | Canadian Independent Music Awards — Favorite Album                | Номінація |
| 2005 | «Sum 41»                   | Juno Award — Group of the Year                                    | Номінація |
| 2005 | «Chuck»                    | Juno Award — Rock Album of the Year                               | Перемога  |
| 2005 | «Pieces»                   | MuchMusic Video Award — People's Choice: Favourite Canadian Group | Номінація |
| 2008 | «With Me»                  | MuchMusic Video Award — MuchLOUD Best Rock Video                  | Номінація |
| 2008 | «Underclass Hero»          | Juno Award — Rock Album of the Year                               | Номінація |
| 2008 | «Underclass Hero»          | MTV Video Music Awards Japan — Best Group Video                   | Номінація |
| 2012 | «Blood In My Eyes»         | Grammy Award for Best Hard Rock/Metal Performance                 | Номінація |
| 2016 | «Sum 41»                   | Kerrang! Award — Best Live Act                                    | Номінація |
| 2016 | «Sum 41»                   | Kerrang! Award — Best Fanbase                                     | Номінація |
| 2017 | «Френк Зуммо»              | Alternative Press Music Awards — Best Drummer                     | Перемога  |
| 2017 | «Fake My Own Death»        | Alternative Press Music Awards — Best Music Video                 | Номінація |
| 2017 | «Sum 41»                   | Alternative Press Music Awards — Artist Of The Year               | Номінація |
| 2020 | «Order in Decline»         | Juno Award – Rock Album of the Year                               | Номінація |

## Склад гурту
| Теперішній склад гурту - Деррік «Bizzy D» Віблі — вокал, ритм-гітара (1998–дотепер), клавішні (2004–дотепер), гітара (1996—1998, 2006—2015), бек-вокал (1996—1998) - Джейсон «Cone» МакКеслін — бас-гітара, бек-вокал (1999–дотепер) - Дейв «Brownsound» Бекш — гітара, вокал (1996—2006, 2015–дотепер) - Том «Brown Tom» Такер — гітара, клавішні, бек-вокал (2009–дотепер; тимчасовий учасник 2006—2009) - Френк Зуммо — ударні, перкусія (2015–дотепер) Тимчасові учасники (турне) - Томмі Лі — ударні, перкусія (2001—2003) - Мет Віблі — клавішні (2011) | Колишні учасники - Джон Маршалл — ритм-гітара, вокал (1997—1998) - Річард Рой — бас-гітара, бек-вокал (1998—1999) - Марк Спіколак — бас-гітара, бек-вокал (1997) - Стів «Stevo32» Джокс — ударні, вокал, бек-вокал (1996—2013) |

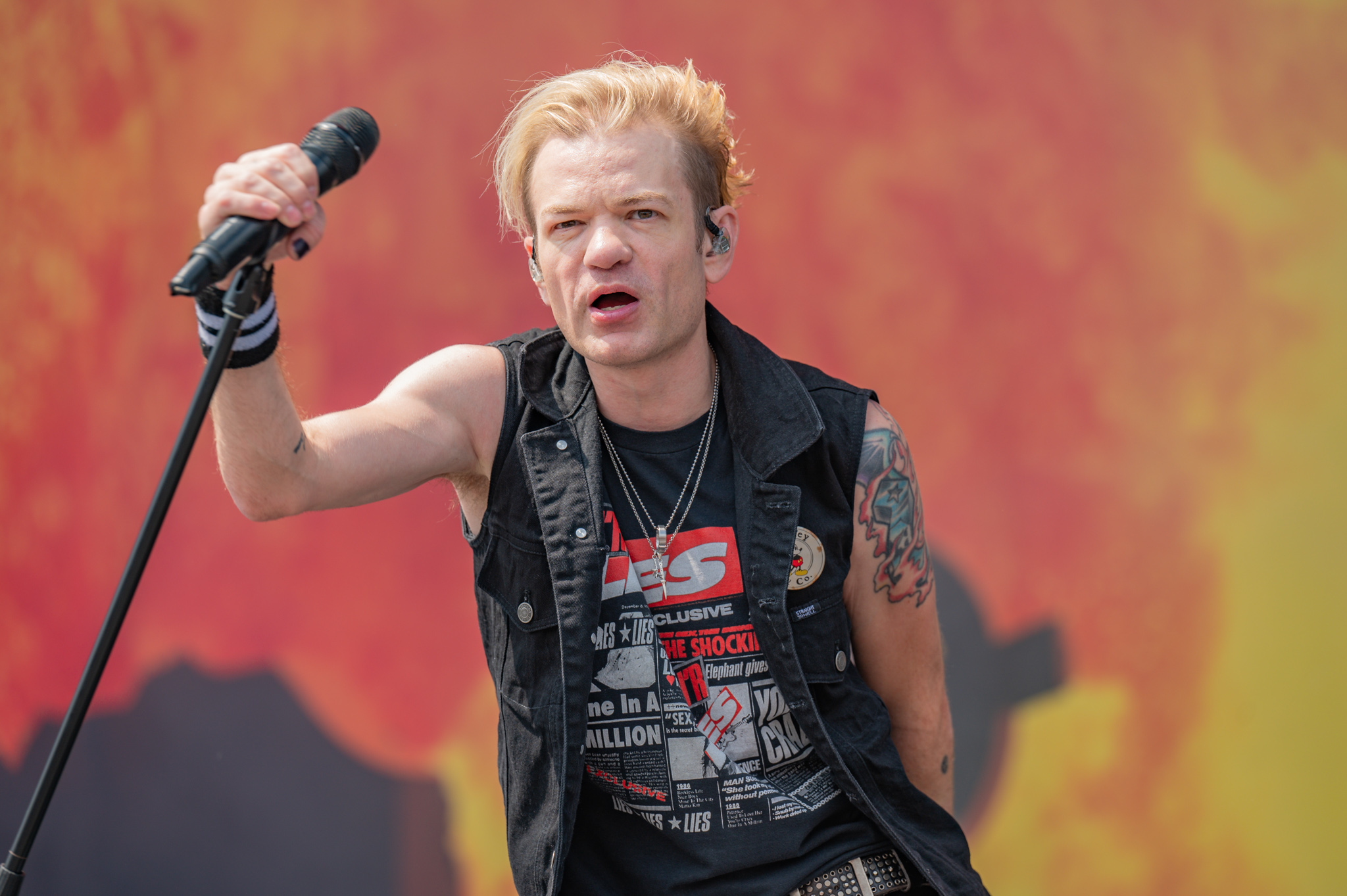
Дерік Віблі
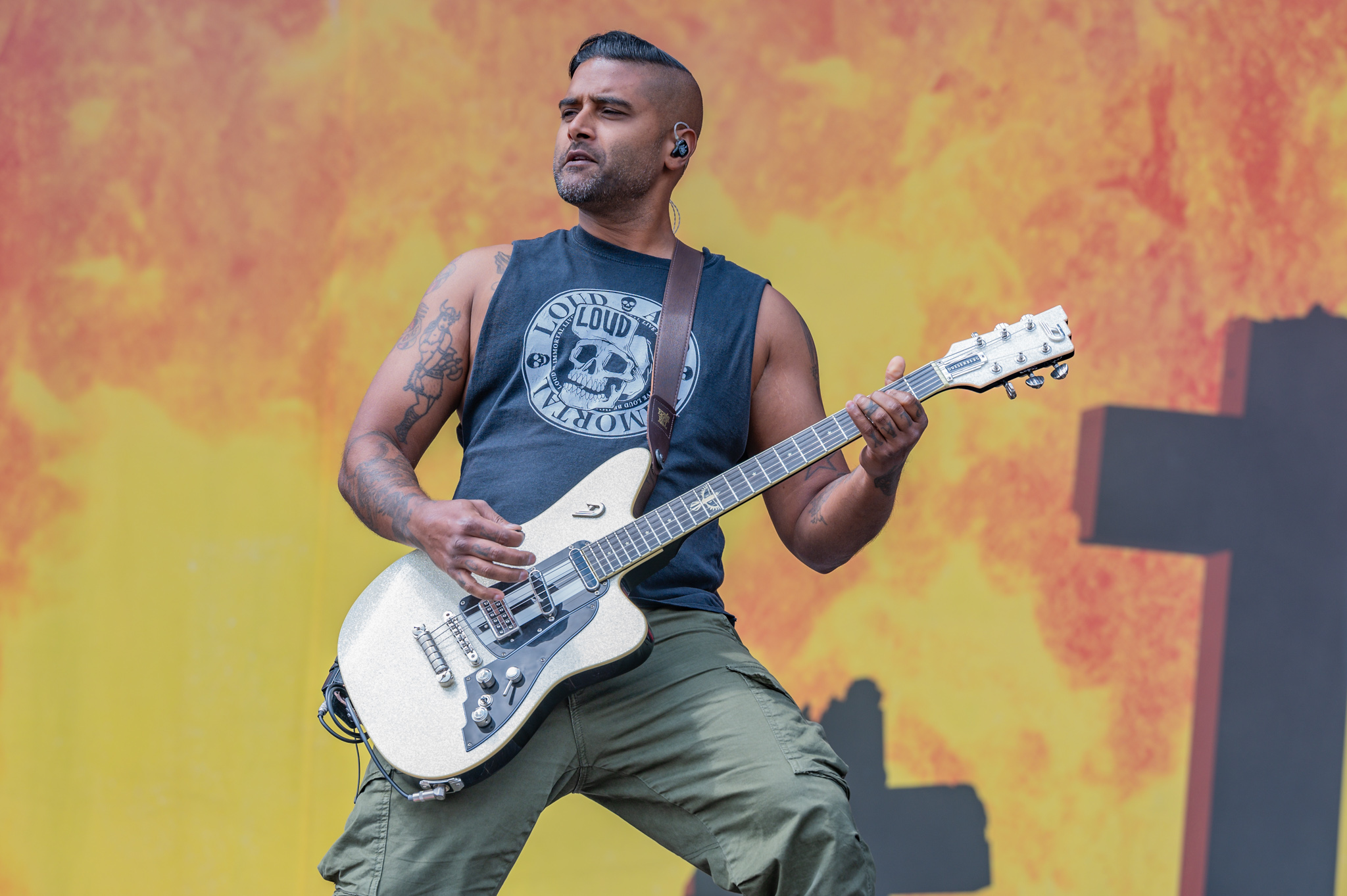
Дейв Бакш
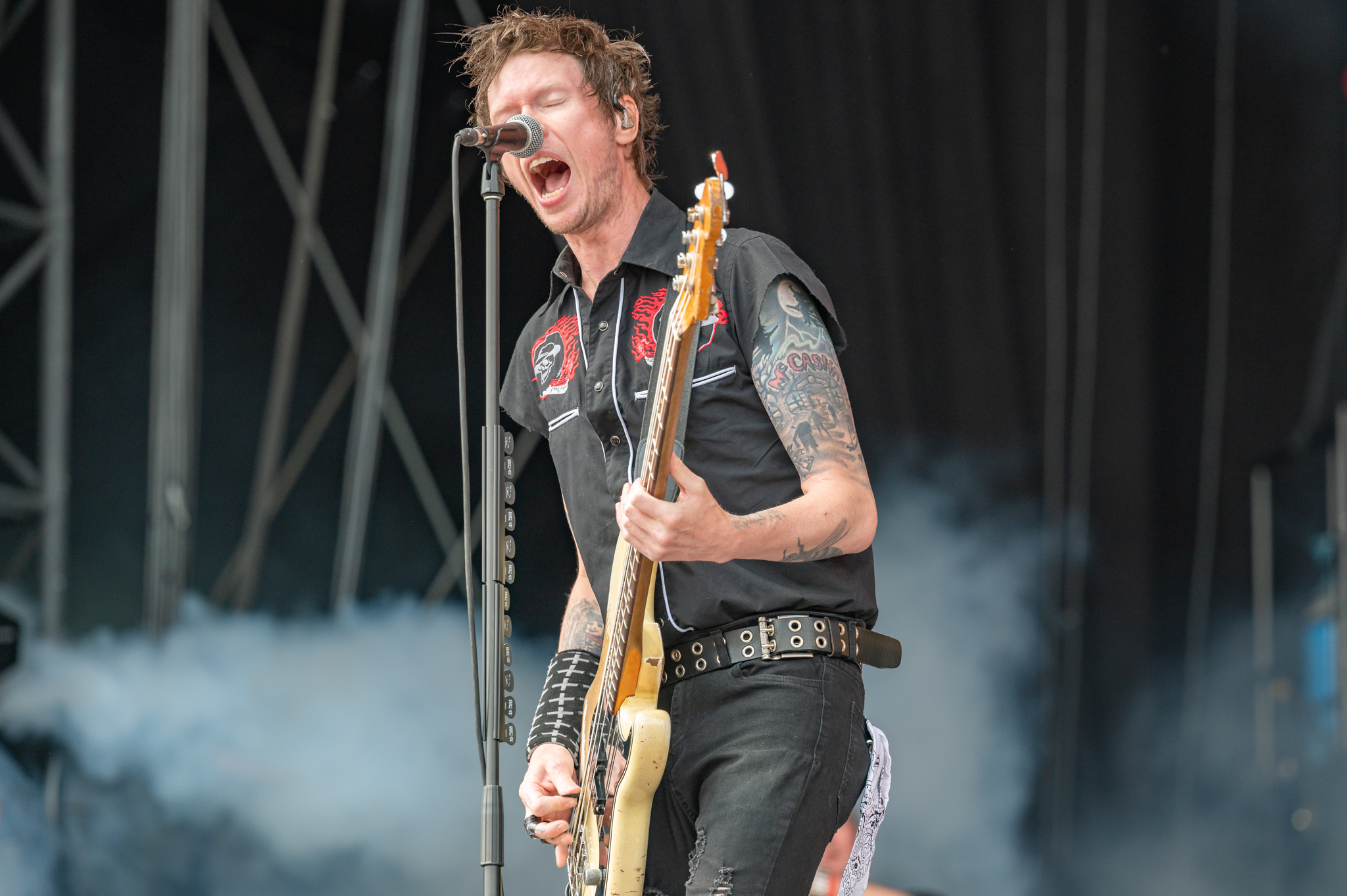
Джейсон МакКаслін
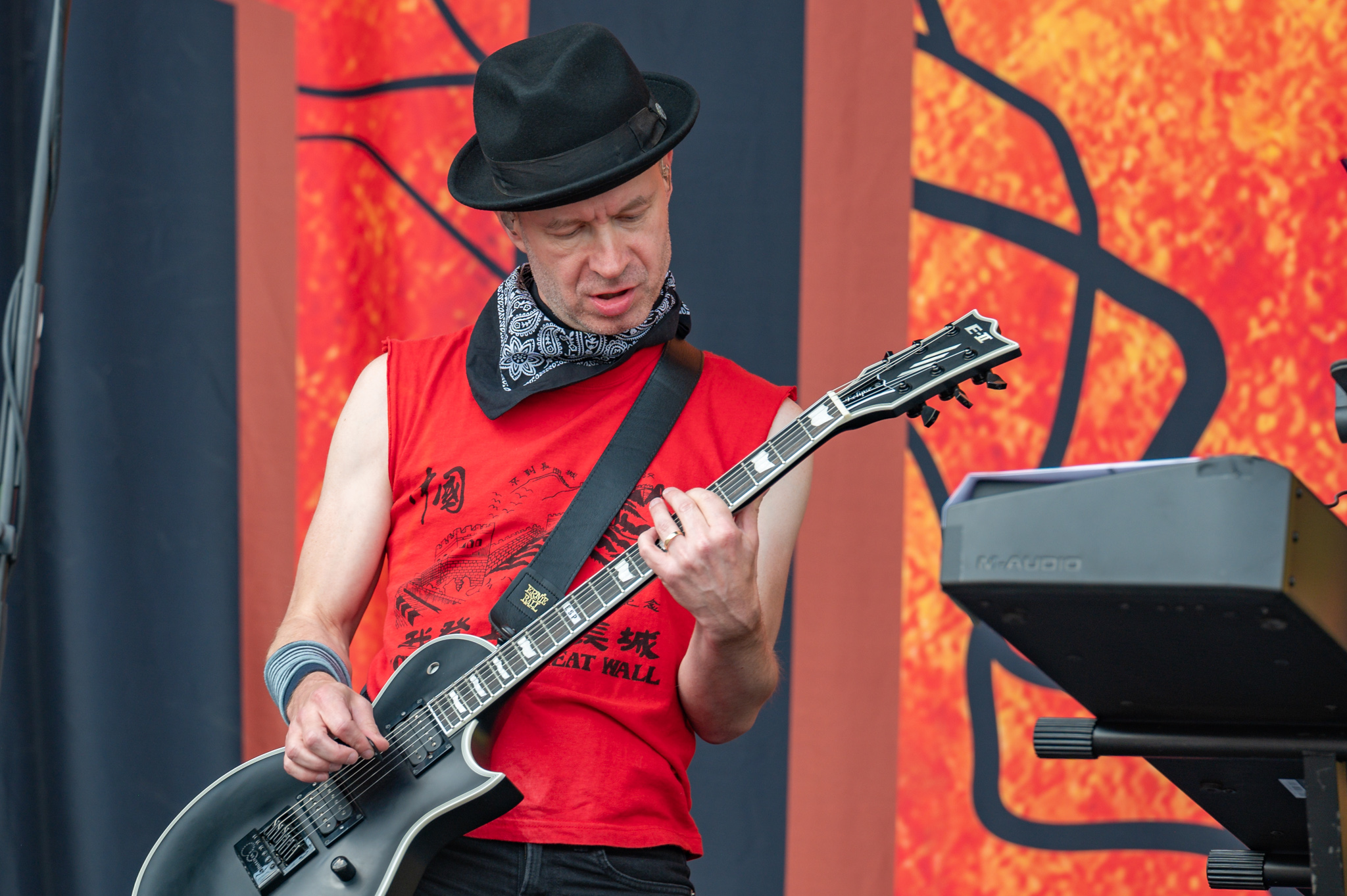
Том Такер
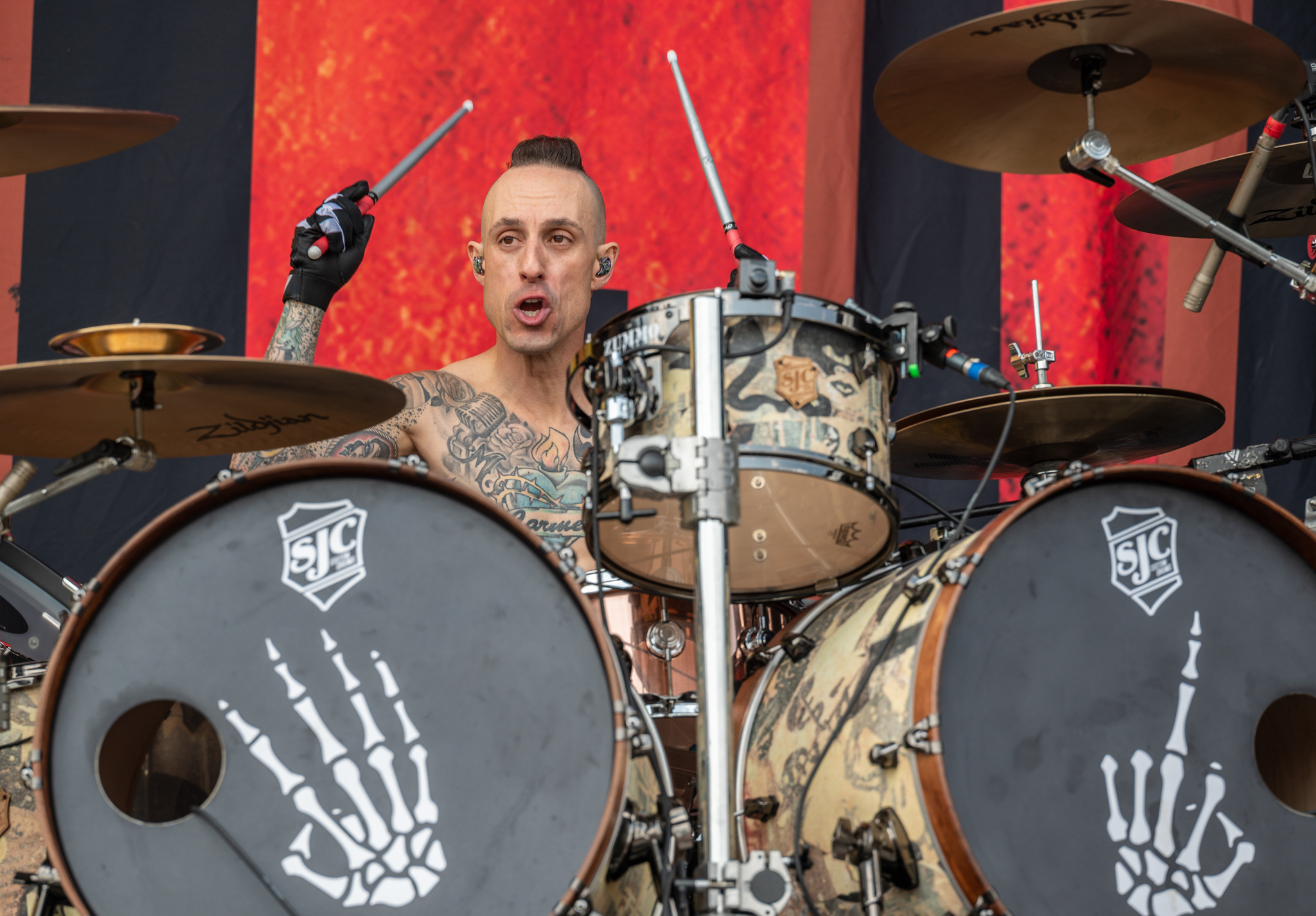
Френк Зуммо

Схема

## Дискографія

### Студійні альбоми
- All Killer No Filler (2001)
- Does This Look Infected? (2002)
- Chuck (2004)
- Underclass Hero (2007)
- Screaming Bloody Murder (2011)
- 13 Voices (2016)
- Order In Decline (2019)
- Heaven :x: Hell (2024)

## Цікаві факти
- Гурт планував вміщувати пісню «Summer» у всі їхні альбоми як жарт, та полишив цю ідею після розміщення її у перших двох.
- Обкладинка до «Does This Look Infected?» була вигадана ще за кілька місяців до появи назви. Вихід альбому був майже скасований студією звукозапису через те, що гурт досі не придумав для нього назви. Та якось абсолютно випадково Деррік раптом вигадав назву «Does This Look Infected?», весь гурт посміявся над ідеєю і погодився використати її.
- «The Hell Song» — пісня про друга гурту, який став носієм ВІЛ.
- Усі учасники гурту (та їхній колишній продюсер Грег Норі) мають витатуйоване на правій руці число 41.
- Початково назвою для пісні «Fat Lip» була «Punk Hop», оскільки та є поєднанням хіп-хопу та панку.
- У одному з епізодів MTV Cribs, знятому в будинку Стіва, Деррік сказав, що більшість композицій до All Killer No Filler було написано у підвалі дому Стіва.
- «A.N.I.C» з «Does This Look Infected?» — про Анну-Ніколь Сміт. Розшифровується як Anna Nicole is a cunt (Анна Ніколь — піхва). У живих виступах Деррік говорить, що пісня називається Anna Nicole is a fucking stupid cunt (Анна Ніколь — дурнувата піхва).
- «88» названо так через її темп, що налічує 88 уд/хв.
- Назву «Angels with Dirty Faces» було взято з газетної статті про Sum 41 з однойменною назвою.
- Пісня «Right Now» гурту SR-71 була помилково приписана Sum 41 в Інтернеті під назвою «Kick Me When I'm High».
- Учасники гурту вважають «What We're All About» їхньою найгіршою піснею.
- Гурт виступив на «Вечірнє шоу з Девідом Летерманом» тричі (виконуючи «Still Waiting», «Little Know It All» з Iggy Pop і Pieces), Jimmy Kimmel — один раз («The Hell Song»), Late Night with Conan O'Brien — двічі («The Hell Song», «We're All To Blame»), MADtv — один раз («Still Waiting») і виконувала «In Too Deep», «Fat Lip» та «Get Back Rock Remix» на Saturday Night Live.
- Учасників гурту запрошували для знімання у одній із серій King of the Hill.
- «Still Waiting» є основною темою гри Obscure (жанр — survival horror), яка вийшла у 2004 році.
- «Summer» звучить у саундтреку до Tony Hawk's Pro Skater 3.
- Деррік часто цитує «cross my heart and hope to die» наприкінці пісні «No Brains» (взято з тексту пісні Green Day «All The Time», можна почути на диску «Go Chuck Yourself»).
- У одному з інтерв'ю хлопці заявили, що вони ненавидять звучання пісні «In Too Deep» наживо.
- Cone, відповідаючи на запитання фанів, і Дейв, у процесі знімання відео, розповіли, що кліп «In Too Deep», а точніше, та його частина, у якій Дейв грає гітарне соло, з'являючись з води, була скопійована з відео Guns N' Roses під назвою «Estranged».
- «No Reason» звучала у грі NFL Street 2, а під час її виконання у кліпі на задньому плані видно кадри з NFL Street 2 Unleashed.
- Учасники гурту з'являються у відеогрі Playboy: The Mansion.
- Перед поїздкою до Конго гурт збирався назвати свій новий альбом Hot Blonde Snooter Sandwhich.
- Спочатку гурт називався Kaspir (1996).